# Entoloma moserianum
Entoloma moserianum är en svampart som tillhör divisionen basidiesvampar, och som beskrevs av Machiel Evert ("Chiel") Noordeloos. Entoloma moserianum ingår i släktet Entoloma, och familjen Entolomataceae. Arten har ej påträffats i Sverige.